# Гомулін-Кольонія
Гомулін-Кольонія (пол. Gomulin-Kolonia) — село в Польщі, у гміні Воля-Кшиштопорська Пйотрковського повіту Лодзинського воєводства.
Населення — 319 осіб (2011).
У 1975-1998 роках село належало до Пйотрковського воєводства.

## Демографія
Демографічна структура станом на 31 березня 2011 року:
|          | Загалом | Допрацездатний вік | Працездатний вік | Постпрацездатний вік |
| -------- | ------- | ------------------ | ---------------- | -------------------- |
| Чоловіки | 149     | 28                 | 98               | 23                   |
| Жінки    | 170     | 50                 | 86               | 34                   |
| Разом    | 319     | 78                 | 184              | 57                   |